# Дубингяй

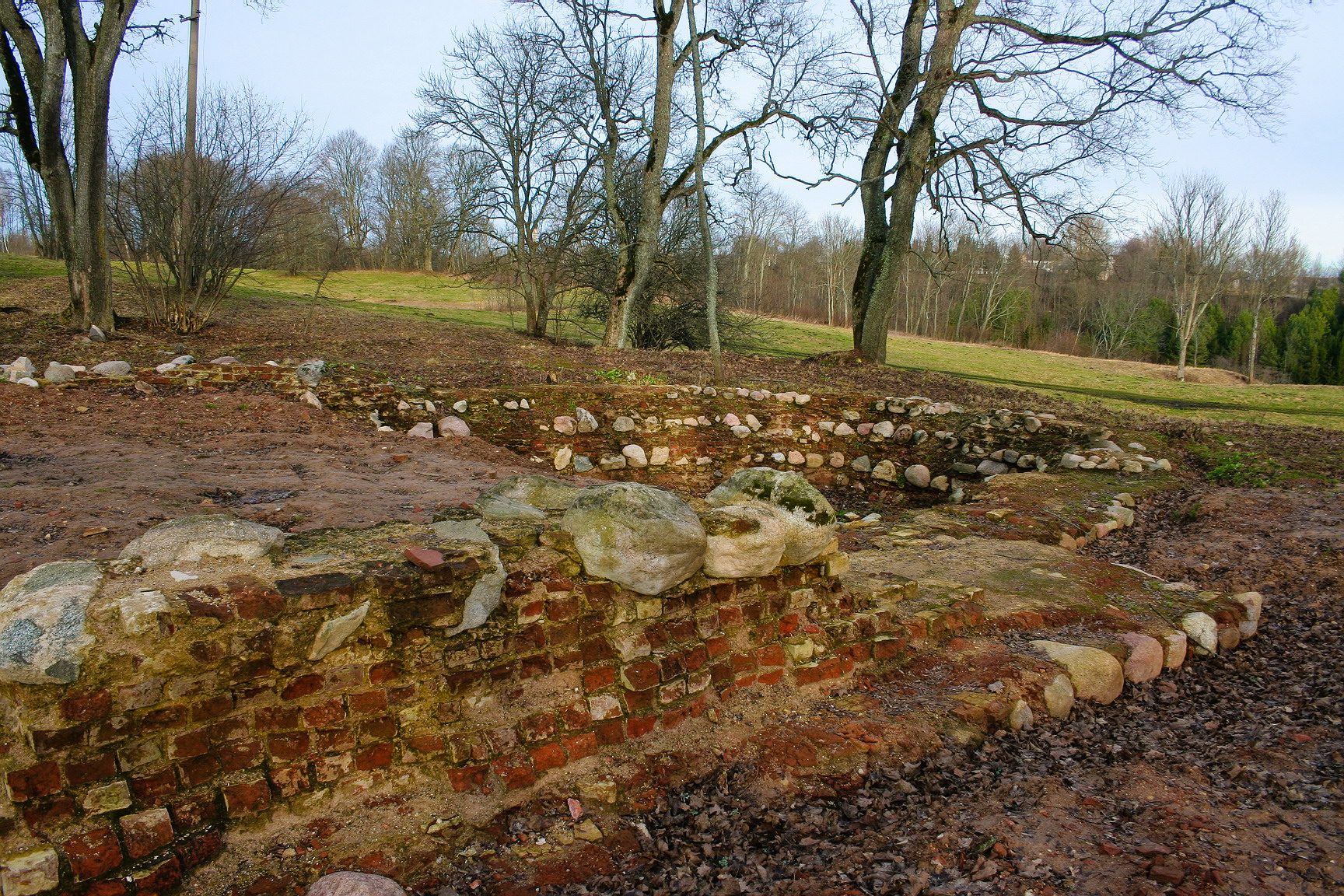
Фундамент кальвинистской церкви у замка

Дубингяй (лит. Dubingiai, устар. рус. Дубинки) — местечко в Молетском районе Литвы. Административный центр Дубингского староства. В местечке находится правление регионального парка Асвяя.

## География
Расположено приблизительно в 50 км от Вильнюса у самого длинного в стране озера Асвея. Через озеро проходит 76-метровый деревянный мост.

## История
Первое упоминание в письменных источниках относится к 1334 году. В XIV веке Дубинки страдали от нападений крестоносцев. В правление Витовта Великого поселение приобрело важное значение: по его распоряжению в 1413 году был построен замок на острове (в то время полуострове) Освейского озера.
Начиная с середины XVI века, при Николае Радзивилле Рыжем и его наследниках, ренессансный замок в Дубинках слыл самой пышной магнатской резиденцией на территории современной Литвы. Это был оплот литовской Реформации, где жила будущая королева Барбара Радзивилл. Местная кальвинистская церковь Св. Духа служила усыпальницей биржайской ветви Раздивиллов; их останки были вскрыты во время раскопок начала XXI века и торжественно перезахоронены в 2009 году.
В XVII веке Радзивиллы перенесли свою резиденцию из Дубинок в Биржайский замок. После того, как Дубинки были конфискованы королём у Богуслава Радзивилла, жители местечка постепенно перешли в католичество. Замок пришёл в негодность и разрушился. В 1808 г. ординация (майорат) на Биржах и Дубинках перешла к Тышкевичам. В середине XIX века большинство жителей составляли поляки.
В 1861 в имении графа Тышкевича числилось 889 крепостных душ мужского пола и 154 дворов, из которых 100 было издельных и 54 оброчных. Всего удобной земли в имении было 3080 десятин (по 3,46 десятины на душу). Дани с двора были следующие: 2 курицы, 20 яиц и ночной караул. В качестве повинности крестьяне мужского пола отбывали 156 дней пригона, женского пола — 52 дня. Сгона было по 6 дней со двора. Кроме того, крепостные отбывали 4 дороги, возделывали 1 морг ярового и озимого, отбывали сгона 2 дня пешими с души и 5 дней со двора, 12 дней стражи, ставили господину ½ сажени дров.

Во 2-м томе «Географо-статистическом словаре Российской империи» (Спб, 1865) про Дубинки сказано следующее:
Дубники (у Корева и въ памят. кн. Дубинки), мѣстечко (влад.), Виленской губерніи и уѣзда, въ 49 верст. къ с.-с.-в. отъ Вильно, при оз. Ильги, подъ 55°3′ с. ш. и 43°7′ в. д. При Витовтѣ Д. было главнымъ гор. Дубинскаго уѣзда. На горѣ, лежащей на берегу озера, видны развалины замка князей Радзивиловь, которыхъ одна линія называлась князьями на Биржахъ и Дубинкахъ. Въ этомъ замкѣ жила извѣстная своею красотою Варвара Радзивилъ, до обнародованія тайнаго ея брака съ кор. Сигизмундомъ Августомъ. Ч. ж. 126 д. об. п., 15 дв. и костелъ, основанный въ 1449 г. вел. кн. Витовтомъ; при Сигизмундѣ II костелъ былъ раззоренъ кн. Радзивилломъ; на мѣстѣ же его воздвигнуть евангелическій соборъ; но въ 1678 г. построенъ новый, нѣсколько разъ возобновляемый. (Памят. кн. Вилен. г. на 1851 г., ч. II, стр. 89; Коревъ, Вилен. г., стр. 564, 718; Город. посел. ч. I, стр. 181).
В 1930-е гг. Дубингяй становится летней резиденцией президента Сметоны, начинает развиваться туризм. Во время Второй мировой войны, в 1944 году, отряд Армии Крайовой под командованием З. Шендзеляжа совершил убийства нескольких десятков (по оценкам польских историков) или сотен (по оценкам литовских историков) литовцев в качестве мести за убийства литовскими полицаями поляков в Глитишках (Глитишкес).
В начале XXI века на Замковой горе в Дубинках проводились археологические раскопки, во время которых были найдены останки Радзивиллов. По анализу ДНК литовские и польские специалисты сумели идентифицировать кости Николая Радзивилла Чёрного и Николая Радзивилла Рыжего. 5 сентября 2009 года останки двоюродных братьев были торжественно перезахоронены в отреставрированных руинах кальвинского сбора.

## Население
| 1865*                                                                                                 | 1897 | 1905 | 1923 | 1959 | 1970 |
| --- | ---- | ---- | ---- | ---- | ---- |
| 126                                                                                                   | 363  | 215  | 255  | 102  | 130  |
| 1976                                                                                                  | 1979 | 1985 | 1989 | 2001 | 2011 |
| 158                                                                                                   | 204  | 251  | 256  | 239  | 208  |
| - * pagal enciklopedijos išleidimo metus. Metai, kurių duomenys pateikti enciklopedijoje, nenurodyti. |      |      |      |      |      |
| Гистограмма динамики населения                                                                        |      |      |      |      |      |

## Туристическая информация

### Достопримечательности
- Замчище, фундаменты сбора (XVII в.)
- Кладбище католическое, колокольня костёла (1672)

### Утраченные памятники
- Костел Св. Георгия (1672)

## Инфраструктура
В местечке действует краеведческий музей. В окрестностях действуют центр семинаров и отдыха «Дубингяй», дома отдыха и мотели.